# Separador ciclônico
Os separadores ciclônicos (ou ciclones) são equipamentos utilizados na indústria para extrair partículas sólidas em suspensão num escoamento de gases.

## Princípio físico

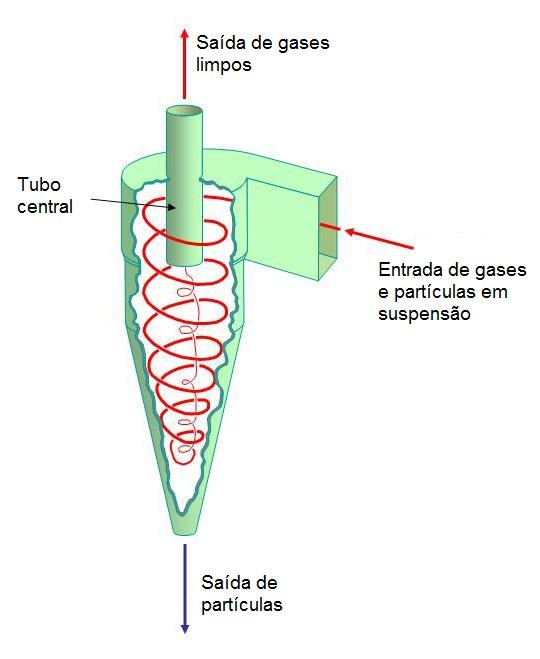
Separador Ciclônico

As partículas são extraídas através de um processo de centrifugação dos gases. Este fenômeno ocorre com a indução de um escoamento rotativo no interior do ciclone. Isto ocorre devido à significativa velocidade (típica de 22 m/s ou 79,2 km/h) com a qual os gases entram tangencialmente na câmara do ciclone, de formato cônico. 
Sendo muito mais densas que os gases, as partículas tem maior tendência em permanecer na trajetória tangente ao escoamento rotativo e assim colidir com as paredes da câmara. Com as colisões, as partículas perdem velocidade e tendem a se desacoplar do escoamento caindo em direção ao fundo da câmara, de onde são extraídas. 
Os gases saem através do tubo central do ciclone, após percorrerem algumas voltas pela câmera e uma curva de ângulo acentuado em direção à entrada do tubo, o que também dificulta a saída de sólidos.

## Aplicações
Separadores ciclônicos podem ser empregados em diversas configurações, por exemplo, em série ou em paralelo. São amplamente utilizados em processos industriais, como calcinação e secagem em usinas de cimento e de processamento de minério. 
Em alguns casos, a totalidade do material produzido passa pelo equipamento. Em outros processos, os ciclones podem ser utilizados como parte do sistema de limpeza de gases de exaustão. Por ser um equipamento metálico, sem partes móveis, é possível emprega-los à temperaturas de 700°C ou superiores, havendo revestimento refratário interno.

## Eficácia
A fração de sólidos coletados em relação ao todo é chamada eficácia, é tão maior quanto maior for o diâmetro médio das partículas e maior for a densidade das mesmas. Partículas finas tendem a sofrer força de arrasto aerodinâmico grande, comparada às forças gravitacionais, permitindo que os gases continuem transportando-as. 
Em conseqüência destes limites físicos, os ciclones não permitem coletar partículas muito finas. Em sistemas de limpeza de gases, são sempre empregados em conjunto com precipitadores eletrostáticos ou filtros de mangas.
De modo geral, à medida que se aumenta a eficácia, tende-se a reduzir a eficiência (em termos energéticos), devido a maior perda de carga. A eficácia também está diretamente relacionada às características geométricas dos ciclones, que devem ser adequadas ao tipo de partícula e ao fluxo volumétrico de gases.